# Tom Lenk
Thomas Loren Lenk (Camarillo, 16 giugno 1976) è un attore statunitense.

## Biografia
Lenk è nato a Camarillo, in California, figlio di Pam, una insegnante, e di Fred Lenk, un suonatore di tuba ed insegnante di musica. Si è laureato alla UCLA con un Bachelor of Arts.
Lenk è apparso in diversi episodi di Buffy l'ammazzavampiri, Angel prodotti della NBC, nonché in Joey, Six Feet Under ed altre. Ha avuto anche piccole parti in film.
Oltre a recitare, Lenk è un cantante e drammaturgo. Ha tenuto tournée con il cast europeo di Grease e ha scritto tre commedie. Lenk ha assunto il ruolo di Franz nel rock musical di Broadway di età a partire dal 14 settembre 2009, dopo aver interpretato il ruolo a teatro nel 2006.
È apparso in diversi spot pubblicitari.

## Filmografia parziale

### Cinema
- Boogie Nights - L'altra Hollywood (Boogie Nights), regia di Paul Thomas Anderson (1997)
- Boy Next Door, regia di Carl Pfirman – cortometraggio (1999)
- And Then Came Summer, regia di Jeff London (2000)
- Straight-Jacket, regia di Richard Day (2004)
- Bandwagon, regia di Karri V. Bowman (2004)
- Window Theory, regia di Andrew Putschoegl (2005)
- Loretta, regia di Mike Gutridge – cortometraggio (2005)
- Radiance, regia di Jim Hansen – cortometraggio (2005)
- The Thirst, regia di Jeremy Kasten (2006)
- Hot Movie - Un film con il lubrificante (Date Movie), regia di Aaron Seltzer (2006)
- Walking for the Stars: The Foley Artistry of Nancy Anne Cianci, regia di Josh Greenbaum – cortometraggio (2007)
- Number 23 (The Number 23), regia di Joel Schumacher (2007)
- Equal Opportunity, regia di Howard Duy Vu (2007)
- Border Patrol, regia di Josh Greenbaum – cortometraggio (2007)
- Transformers, regia di Michael Bay (2007)
- Boogeyman 2 - Il ritorno dell'uomo nero (Boogeyman 2), regia di Jeff Betancourt (2007)
- Il fidanzato della mia ragazza (My Girlfriend's Boyfriend), regia di Daryn Tufts (2010)
- Pretty Parts, regia di Jim Hansen e Frank Helmer – cortometraggio (2010)
- Heart of the Matter, regia sconosciuta – cortometraggio (2010)
- A Slightly Exaggerated Reenactment of an Actual Voicemail I Left for Tim Gunn, regia di Andrew Putschoegl – cortometraggio (2011)
- Hello Caller, regia di Andrew Putschoegl – cortometraggio (2011)
- Good Bless America, regia di Bobcat Goldthwait (2011)
- Quella casa nel bosco (The Cabin in the Woods), regia di Drew Goddard (2011)
- Argo, regia di Ben Affleck (2012)
- Much Ado About Nothing, regia di Joss Whedon (2012)
- Such Good People, regia di Stewart Wade (2014)
- Barb e Star vanno a Vista Del Mar (Barb & Star Go to Vista Del Mar), regia di Josh Greenbaum (2021)

### Televisione
- Giudice Amy (Judging Amy) – serie TV, episodio 1x20 (2000)
- Buffy l'ammazzavampiri (Buffy the Vampire Slayer) – serie TV, 27 episodi (2000-2003)
- Popular – serie TV, episodio 2x18 (2001)
- Ruling Class, regia di John Fortenberry – episodio pilota (2001)
- Mystery Girl, regia di Adam Shankman – cortometraggio TV (2004)
- Angel – serie TV, episodi 5x11-5x20 (2004)
- Six Feet Under – serie TV, episodio 4x02 (2004)
- Joey – serie TV, episodio 1x10 (2004)
- Dr. House - Medical Division (House, M.D.) – serie TV, episodio 2x06 (2005)
- How I Met Your Mother – serie TV, episodio 2x07 (2006)
- Nurses, regia di P. J. Hogan – episodio pilota (2007)
- G.I.L.F. – serie TV, episodi sconosciuti (2008)
- Eli Stone – serie TV, episodio 1x07 (2008)
- Samantha chi? (Samantha Who?) – serie TV, episodi 1x10-1x11 (2008)
- Do Not Disturb – serie TV, episodio 1x05 (2008)
- Trust Me – serie TV, episodio 1x09 (2009)
- Nip/Tuck – serie TV, episodio 6x02 (2009)
- Greek - La confraternita (Greek) – serie TV, episodio 4x10 (2011)
- Lovin' Lakin – miniserie TV, 9 puntate (2012)
- Le streghe dell'East End (Witches of East End) – serie TV, 5 episodi (2013-2014)
- La sposa di neve (Snow Bride), regia di Bert Kish – film TV (2013)
- Bones – serie TV, episodio 11x04 (2015)
- Transparent – serie TV, episodio 3x10 (2016)
- EastSiders – serie TV, 4 episodi (2019)
- NCIS: New Orleans – serie TV, episodio 6x20 (2020)
- American Horror Stories – serie TV, episodio 1x07 (2021)
- Batwoman – serie TV, episodio 3x04 (2021)
- NCIS: Hawai'i - serie TV, episodio 1x20 (2022)
- Dead End: Paranormal Park – serie animata, episodi 1x05-1x10 (2022) – voce

## Doppiatori italiani
Nelle versioni in italiano delle opere in cui ha recitato, Tom Lenk è stato doppiato da:
- Marco Vivio in Buffy l’ammazzavampiri, Angel
- Daniele Raffaeli in Il fidanzato della mia ragazza, Psych
- Claudio Ridolfo in How I Met Your Mother
- Gabriele Trentalance in Transformers
- Gianfranco Miranda in Boogeyman 2 - Il ritorno dell’uomo nero
- Carlo Cosolo in Argo
- Marco Guadagno in Number 23
- Gianluca Crisafi ne Le streghe dell’East End
- Francesco Meoni in NCIS: Hawai'i